# Drohobyczer Zeitung
Drohobyczer Zeitung (Дрогобицька газета) — перший політичний часопис Дрогобича та Дрогобицького краю, який почав видавати сіоніст Аарон Хірш (Герш) Жупнік (Aharon Hirsh Zupnik) у своїй друкарні. Перший номер «DZ» вийшов в п'ятницю 23 лютого 1883 року. У газеті подавалася офіційна інформація про події в місті та районі; використовувалась як німецька, так і гебрейська графіка. Реклама на останній сторінці була цілком німецькомовна. Це видання сприяло розвитку гебрейства у Дрогобичі.
Проіснувала газета до І світової війни.

## Drohobyczer Zeitung сьогодні
У 2012 місцевий журналіст Олег Стецюк заснував однойменну інтернет-газету «Drohobyczer Zeitung», яка із друкованим виданням мала лише спільну назву, та у своїй інформаційній діяльності була зосереджена на висвітлення історії Дрогобича від 1883 року, коли була заснована перша газета, яка поклала відлік історії ЗМІ на Дрогобиччині. Інтернет-видання проіснувало до 2017 року.
Подані теми висвітлювали життя мешканців української, єврейської, польської, німецької національностей; невідомі факти, які були затерті або втрачені внаслідок існування СРСР. Основним пунктом діяльності було збереження пам'яті та «віднайдення» міської самобутності.
Видання себе орієнтувало на вихідців з Дрогобича та на його колишніх жителів (дрогобицьку діаспору). Важливість ресурсу полягала ще й в тому, що він подавав відомості та передруки з дрогобицьких газет з кінця ХІХ ст. на польській, українській та німецькій мові.
У 2015, за версією видання «Медіа Дрогобиччина», «Drohobyczer Zeitung» потрапив у «Топ прогресивних туристичних подій та явищ регіону», в номінації «Туристичний оглядач року».